# NGC 307
NGC 307 est une galaxie lenticulaire située dans la constellation de la Baleine. NGC 307 a été découverte par l'astronome britannique John Herschel en 1831.

## Caractéristiques
Sa vitesse par rapport au fond diffus cosmologique est de 3 576 ± 26 km/s, ce qui correspond à une distance de Hubble de 52,7 ± 3,7 Mpc (∼172 millions d'al).
À ce jour, deux mesures non basées sur le décalage vers le rouge (redshift) donnent une distance de 63,650 ± 20,860 Mpc (∼208 millions d'al), ce qui est à l'intérieur des valeurs de la distance de Hubble. Notons cependant que c'est avec la valeur moyenne des mesures indépendantes, lorsqu'elles existent, que la base de données NASA/IPAC calcule le diamètre d'une galaxie et qu'en conséquence le diamètre de NGC 307 pourrait être d'environ 26,1 kpc (∼85 100 al) si on utilisait la distance de Hubble pour le calculer.

## Supernova
La supernova SN 2008ee a été découverte dans NGC 307 le 16 juillet 2008 par J. Rex, W. Li et A. V. Filippenko de l'université de Californie à Berkeley dans le cadre du programme LOSS (Lick Observatory Supernova Search) de l'observatoire Lick. Cette supernova était de type Ia.

## Groupe de NGC 271
NGC 307 fait partie du groupe de NGC 271. Ce groupe de galaxies comprend au moins 6 autres galaxies : NGC 245, NGC 259, NGC 271, NGC 279, MRK 557 et UGC 505. 